# Kséniya Afanásieva
Kséniya Dmítriyevna Afanásieva (en ruso: Ксения Дмитриевна Афанасьева; nacida el 13 de septiembre de 1991) es una gimnasta artística rusa retirada. Compitió en los Juegos Olímpicos de Pekín de 2008 y los Juegos Olímpicos de Londres de 2012 formando parte de la selección rusa. Además fue campeona mundial de Suelo en 2011 y campeona europea de suelo en 2013. En julio de 2016 anunció su retirada debido a una enfermedad renal.

## Carrera junior

### 2005
A principios de julio participó en el Campeonato Olímpico Europeo Juvenil celebrado en Italia. Ganó la medalla de bronce en la final individual con una puntuación de 36.550. En las finales por aparatos, se clasificó cuarta en salto y tercera en suelo y barra de equilibrio. Además también participó en la medalla de oro ganada por el equipo ruso.

### 2006
En abril formó parte del equipo ruso que participó en el Campeonato Europeo celebrado en Volos, Grecia. Allí ganó la medalla de oro en la final por equipos en la categoría junior.

## Carrera sénior

### 2007
En marzo participó en la Copa del Mundo celebrada en París como parte de la delegación rusa. Consiguió ganar la medalla de plata en la final de barra de equilibrio con una puntuación de 15.175.

### 2008

#### Juegos Olímpicos de Pekín 2008
En agosto de 2008 formó parte del equipo ruso de gimnasia artística femenina que participó en los Juegos Olímpicos de Pekín junto a Svetlana Klyukina, Ekaterina Kramarenko, Anna Pavlova, Ksenia Semenova y Ludmila Grebenkova. Durante la cualificaciones, no consiguió clasificarse para la final individual debido a que dos de sus compañeras obtuvieron mejores puntuaciones (existe una norma que solamente permite competir en las finales individuales a dos gimnastas por cada país). Aun así, sí que se clasificó para la final de barra de equilibrio.
En la final por equipos participó en las pruebas de salto, barras asimétricas y suelo obteniendo unas puntuaciones de 15.075, 14.925 y 14.375 respectivamente. A pesar de haber sido terceras en la cualificación, las rusas se clasificaron cuartas en la final por equipos por detrás de China, Estados Unidos y Rumania.
En la final de viga de equilibrio celebrada el 17 de agosto, Afanásieva se clasificó en la séptima posición obteniendo una puntuación de 14.825.

### 2009
En abril participó en el Campeonato Europeo celebrado de Milán, Italia. Consiguió la medalla de plata en el circuito individual con una puntuación de 57.600, quedando por detrás de su compañera de equipo Ksenia Semenova.
En octubre, a pesar de haber sido seleccionada para participar en el Campeonato del Mundo, Afanásieva no pudo competir debido a una lesión de espalda.

### 2010
En abril compitió en el Campeonato Pacific Rim en Melbourne, Australia. Se clasificó tercera en la final individual con una puntuación de 57.450 por detrás de las estadounidenses Rebecca Bross y Aly Raisman. En las finales por aparatos fue tercera en barras asimétricas por detrás de la china Huang Qiushuang y la estadounidense Rebecca Bross, cuarta en barra de equilibrio y sexta en suelo.
En mayo participó en la prueba de la Copa del Mundo celebrada en Moscú y terminó tercera en la final de barra de equilibrio con una puntuación de 13.500.
En julio participó en la Copa Japón en Tokio donde ganó la final individual con una puntuación de 58.350, consiguiendo además la puntuación más alta de la competición en salto y suelo.
En octubre fue una de las integrantes de la selección rusa que participó en el Campeonato Mundial de Gimnasia Artística en Róterdam, Países Bajos. Contribuyó con una puntuación de 14.800 en la primera posición conseguida por el equipo ruso. Además, fue octava en la final de suelo con una puntuación de 12.700.

### 2011
En mayo Afanásyeva compitió en la Copa del Mundo celebrada en Moscú, donde se clasificó segunda en la viga de equilibrio y en el suelo.
En octubre formó parte del equipo ruso que compitió en el Campeonato Mundial de Gimnasia Artística celebrado en Tokio, Japón. Contribuyó con las puntuaciones de 14.800 en salto y 14.633 a la medalla de plata ganada por la selección rusa en la final por equipos. Además se clasificó séptima en la final de all-around con una puntuación de 56.723 y se proclamó campeona del mundo en suelo con una puntuación de 15.133.

### 2012
En marzo compitió en el Campeonato Nacional Ruso en Penza, donde se clasificó segunda en la final de all-around con una puntuación de 58,387 por detrás de Alyia Mustáfina. En las finales individuales se clasificó primera en la barra de equilibrio con una puntuación de 14.980 y segunda en suelo con una puntuación de 14.180.
En junio participó en la Copa Rusa donde se clasificó cuarta en la final individual con una puntuación de 56.067.

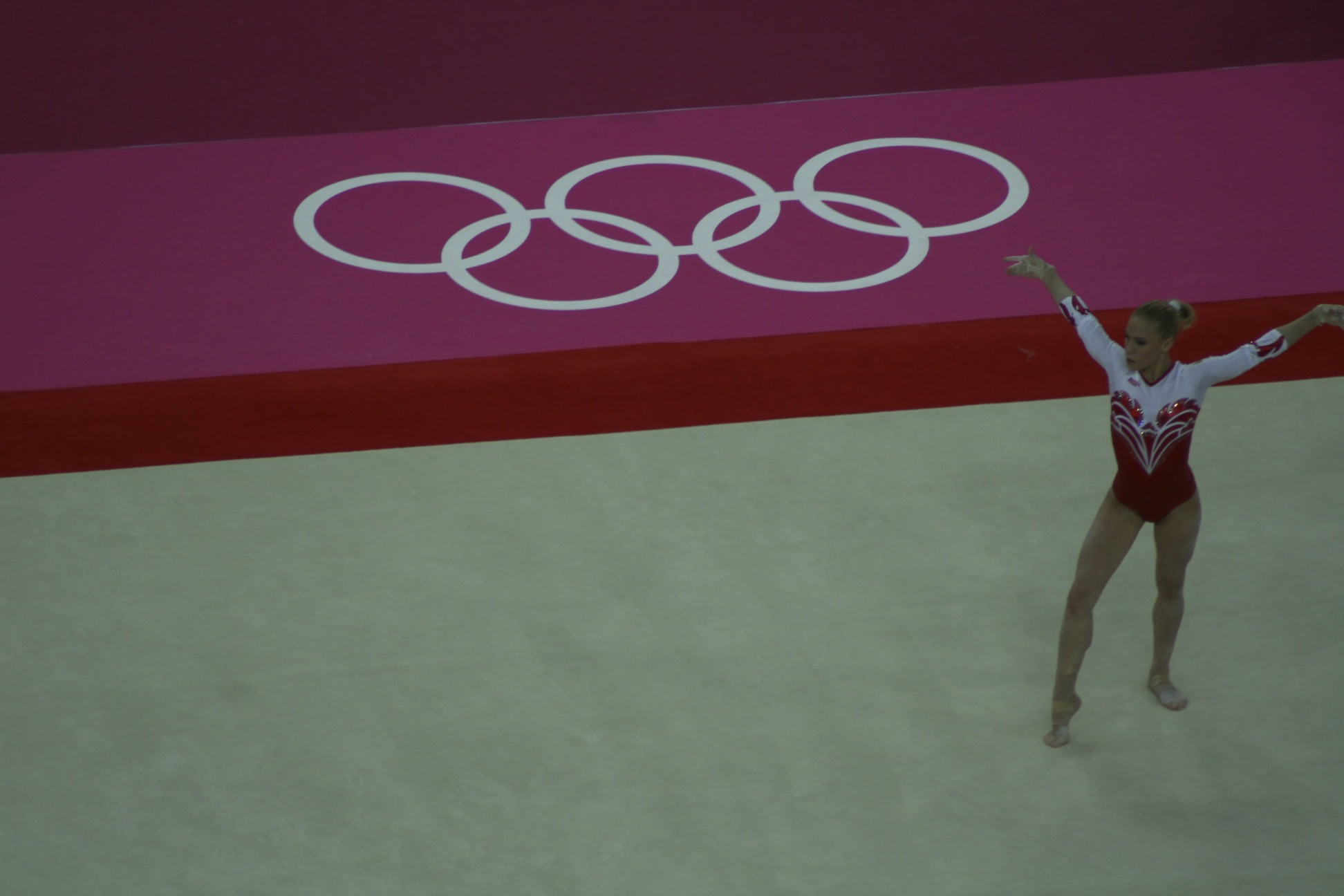
Afanasyeva en el ejercicio de suelo realizado durante la final por equipos de los JJOO de Londres

#### Juegos Olímpicos de Londres 2012
A finales de julio, Afanásieva compitió en los Juegos Olímpicos de Verano de 2012 en Londres, Reino Unido, donde fue capitana del equipo ruso. Afanásieva anotó 15.066 en viga de equilibrio y 14.833 en el suelo durante la calificación el 29 de julio. En la final por equipos el 31 de julio, contribuyó con las puntuaciones de 14.833 en viga de equilibrio y 14.333 en suelo en el segundo puesto conseguido por la selección rusa. En las finales por aparatos, se clasificó quinta en la barra de equilibrio anotando 14.583 y sexta en suelo anotando una puntuación de 14.566.

### 2013
Empezó el año participando en la gala De Londres a Río, junto a otras gimnastas como Ana Pavlova, Catalina Ponor, Sandra Izbasa y Maria Paseka.
En marzo compitió en el Campeonato Nacional Ruso celebrado en Penza, donde se clasificó cuarta en el circuito individual con una puntuación de 56.850. Además contribuyó en la primera posición conseguida por su equipo obteniendo unas puntuaciones de 15.000 en salto, 12.750 en viga de equilibrio y 14.450 en suelo. En las finales individuales se clasificó tercera en barra de equilibrio y primera en suelo.
Ese mismo mes participó en la Copa del Mundo celebrada en Francia. Se clasificó para las finales de barra de equilibrio y suelo donde consiguió posicionarse en la cuarta y la primera posición respectivamente. En las finales se clasificó cuarta en barra de equilibrio y primera en suelo.
En abril formó parte del equipo ruso que participó en el Campeonato Europeo celebrado en Moscú. Se clasificó para la final de suelo y quinta en el all-around en las jornadas de clasificación, pero no pudo participar en la final del circuito individual debido a que solo dos gimnastas por país pueden competir en una final individual. En la final de suelo ganó la medalla de oro con una puntuación de 15.166 quedando por delante de las rumanas Larisa Iordache y Diana Bulimar.
En julio participó en la Universiada de Verano de 2013 donde ayudó a Rusia a conseguir la medalla de oro en la final por equipos. Además, también se clasificó segunda en qualificación individual por detrás de su compatriota Aliya Mustáfina, cuarta en la de salto y primera en la de suelo.  En las finales individuales, Afanásieva realizó los dos mismos saltos que su compañera Maria Paseka (especialista en dicho aparato), sin embargo fue ella la que se llevó la medalla de oro junto a la coreana Hong Un-Jong. Además, también se llevó la medalla de oro en la final de suelo y la de plata en el all-around.
En agosto fue nombrada integrante del equipo ruso para el Campeonato Mundial de Gimnasia Artística de ese año. Para prevenir posibles lesiones no participó en la Copa de Rusia. Sin embargo, a finales de agosto tuvo que pasar por el quirófano y no pudo participar en los Mundiales.
En octubre reapareció en la Gala de las Estrellas de la Gimnasia celebrada en México, un evento benéfico en el que realizó los ejercicios de barra de equilibrio y suelo.

### 2014
En enero de 2014, Afanásieva se sometió por segunda vez a una cirugía de tobillo ya que la anterior no había dado el resultado esperado.
En abril volvió a la competición para participar en el Campeonato nacional ruso donde solamente participó en los aparatos de salto y suelo. Ayudó a su equipo a ganar la medalla de oro. Tuvo que retirarse de la final de salto después de haber tenido una caída en la competición por equipos que empeoró su lesión de tobillo. Debido a esta caída tuvo que volver a pasar por el quirófano, cosa que le impidió competir en el Campeonato Mundial de Gimnasia Artística celebrado en Nanning, China.
Pudo volver a competir internacionalmente a finales de noviembre en la Copa del Mundo de Stuttgart. Debutó con un nuevo ejercicio de suelo y realizó un sólido Yurchenko con doble giro que ayudó al equipo ruso a ganar la medalla de planta.
En diciembre participó en la Copa Voronin donde ganó el oro en suelo y la plata en salto.

### 2015

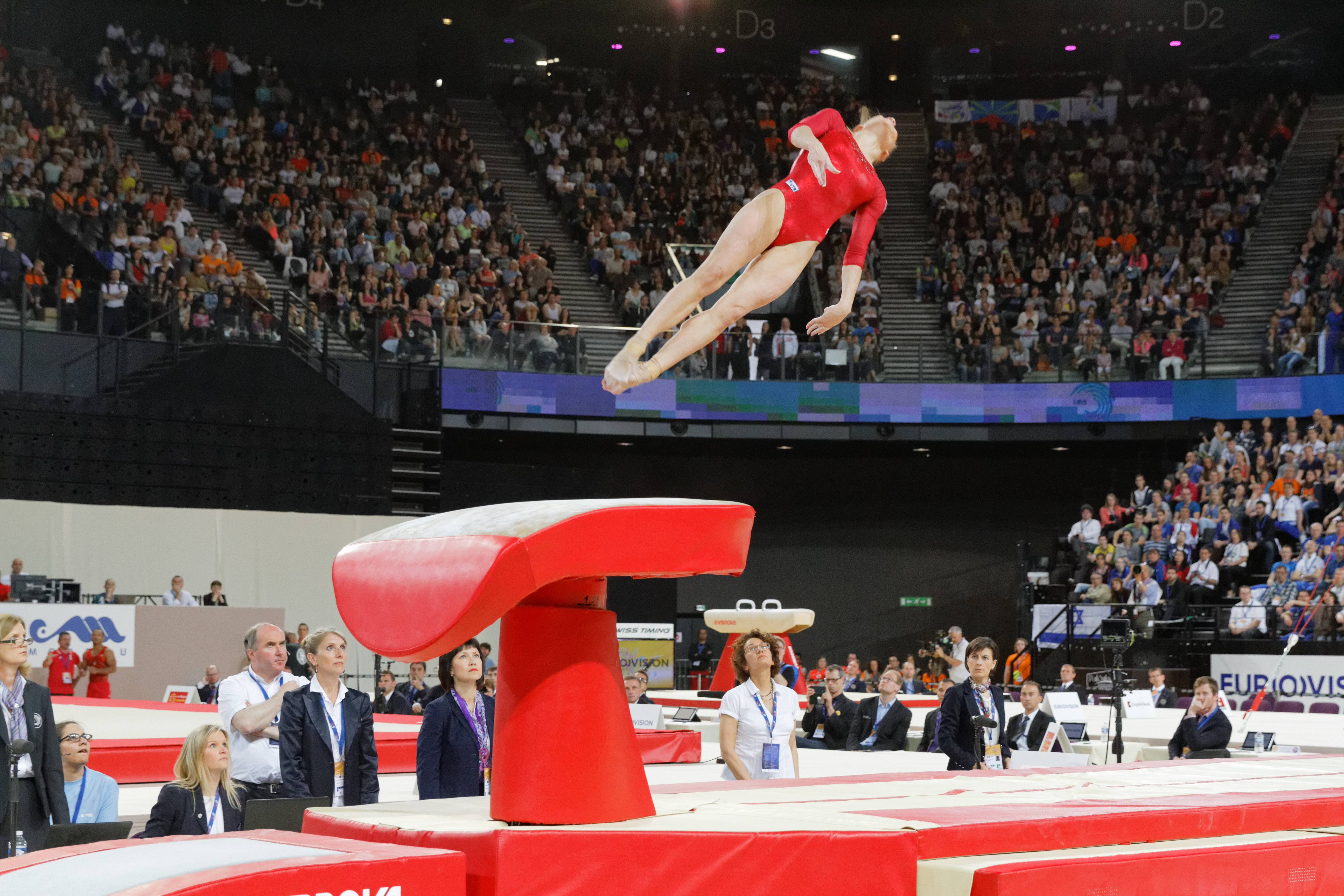
Afanásieva en la prueba de salto durante el Europeo de 2015

En marzo de 2015 participó en el Campeonato Nacional Ruso donde ganó la medalla de oro en la competición por equipos y en la final de suelo además de clasificarse en la cuarta posición en la final de salto.
En abril formó parte del equipo ruso que participó en el Campeonato Europeo celebrado en Francia donde se coronó campeona europea de suelo con una puntuación de 14.733, quedando por delante de la británica Claudia Fragapane y de la suiza Giulia Steingruber. También ganó la medalla de bronce en la final de salto con una puntuación de 14.866 donde realizó un Amanar y un Lopez.
En septiembre compitió en la Copa Rusa donde ganó la medalla de plata por equipos, la medalla de oro en suelo, la de plata en barra de equilibrio y la de bronce en salto.
En octubre fue una de las integrantes del equipo ruso que participó en el Mundial de Gimnasia Artística Femenina celebrado en Glasgow, Reino Unido, junto a Maria Kharenkova, Viktoria Kómova, Maria Paseka, Daria Spiridonova y Seda Tutkhalian. Las rusas se clasificaron cuartas en la final por equipos detrás de Estados Unidos, China y Reino Unido, después de una actuación por debajo de las expectativas del equipo en la que tuvieron tres caídas en la barra de equilibrio y una en las barras asimétricas. En el plano individual, Afanásieva logró una medalla de plata en la final de suelo quedando solamente por detrás de la estadounidense Simone Biles.

### 2016
A principios de año se anunció que volvería a pasar por el quirófano para someterse a una operación de tobillo por cuarta vez.
En abril participó en el Campeonato Nacional Ruso donde solamente participó en la prueba de suelo debido a una pequeña rotura en un dedo del pie. A pesar de no poder competir en la final por equipos, el suyo consiguió ganar la medalla de oro. En la final de suelo, Afanásieva presentó una rutina mejorada que le permitió ganar la medalla de oro en dicho evento junto a su compatriota Angelina Melnikova. Después de dicha competición fue nombrada como parte del equipo nacional ruso para participar en el Campeonato Europeo.
Durante la primera semana de junio participó en el Campeonato de gimnasia artística Europeo celebrado en Berna formando parte del equipo ruso junto a Angelina Melnikova, Aliya Mustafina, Seda Tutkhalyan y Daria Spiridonova. Días antes de la competición, Afanásieva tuvo una agravación en su lesión de tobillo que solamente le permitió participar en la prueba de salto. En la final por equipos, ayudó al equipo ruso a ganar la medalla de oro con una puntuación de 14.916 en la prueba de salto. También participó en la final de salto donde ganó la medalla de bronce por detrás de la suiza Giulia Steingruber y la británica Ellie Downie.
En junio tuvo que trasladarse a Múnich para volver a someterse a una operación de tobillo. Después de haber sido nombrada como una de las gimnastas del equipo ruso para participar en los Juegos Olímpicos de Río de Janeiro, fue sustituida por Seda Tutkhalyan.
El 21 de julio se retiró de la gimnasia de élite debido a una enfermedad renal.

## Trayectoria
| Año  | Competición                         | Equipo | AA     | VT     | UB     | BB     | FX     |
| ---- | ----------------------------------- | ------ | ------ | ------ | ------ | ------ | ------ |
| 2005 | Campeonato Olímpico Europeo Juvenil | Oro    | Bronce |        |        | Bronce | Bronce |
| 2006 | Campeonato Europeo Junior           | Oro    |        |        |        |        |        |
| 2007 | Copa del Mundo de Paris             |        |        |        |        | Plata  |        |
| 2008 | Campeonato Nacional Ruso            |        |        | Plata  | 4      | 6      | 4      |
| 2008 | Campeonato Europeo                  | Plata  |        |        |        |        |        |
| 2008 | Copa del Mundo de Moscú             |        |        | 7      |        |        | Plata  |
| 2008 | Copa del Mundo de Tianjin           |        |        | Plata  | Bronce | 5      |        |
| 2008 | Copa Rusa                           |        | Oro    |        |        |        |        |
| 2008 | Copa Suiza                          | Bronce |        |        |        |        |        |
| 2008 | Juegos Olímpicos Pekín              | 4      |        |        |        | 7      |        |
| 2008 | Memorial Arthur Gander              |        | 5      |        | Bronce | 8      | Plata  |
| 2009 | Campeonato Nacional Ruso            | Plata  | 6      |        | Bronce | Plata  | 6      |
| 2009 | Campeonato Europeo                  |        | Plata  |        | 4      |        |        |
| 2009 | Copa Rusa                           |        | Plata  |        | 8      | Oro    | Oro    |
| 2010 | Campeonato Pacific Rim              |        | Bronce |        | Bronce | 4      | 6      |
| 2010 | Copa Japón                          | Oro    | Oro    |        |        |        |        |
| 2010 | Copa Rusa                           |        | Plata  |        | 5      |        | Plata  |
| 2010 | Campeonato Mundial                  | Oro    |        |        |        |        | 8      |
| 2011 | Copa Rusa                           |        | 4      |        | 7      | 7      | Oro    |
| 2011 | Dinamo Internacional                |        | Plata  |        | 6      | 6      | Oro    |
| 2011 | Campeonato Mundial                  | Plata  | 7      |        |        |        | Oro    |
| 2011 | Open de Méjico                      |        | Oro    |        |        |        |        |
| 2012 | Campeonato Nacional Ruso            | Plata  | Plata  |        |        | Oro    | Plata  |
| 2012 | Copa Rusa                           | Plata  | 4      |        | 7      | 7      |        |
| 2012 | Juegos Olímpicos Londres            | Plata  |        |        |        | 5      | 6      |
| 2013 | Campeonato Nacional Ruso            | Oro    | 4      |        |        | Bronce | Oro    |
| 2013 | Campeonato Europeo                  |        |        |        |        | 4      | Oro    |
| 2013 | Universiada                         | Oro    | Plata  | Oro    |        |        | Oro    |
| 2014 | Campeonato Nacional Ruso            | Oro    |        |        |        |        |        |
| 2014 | Copa del Mundo de Stuttgart         | Plata  |        |        |        |        |        |
| 2014 | Copa Voronin                        |        |        | Plata  |        |        | Oro    |
| 2015 | Campeonato Nacional Ruso            | Oro    |        | 4      |        |        | Oro    |
| 2015 | Campeonato Europeo                  |        |        | Bronce |        |        | Oro    |
| 2015 | Copa Rusa                           | Plata  |        | Bronce |        | Plata  | Oro    |
| 2015 | Campeonato Mundial                  | 4      |        |        |        |        | Plata  |
| 2016 | Campeonato Nacional Ruso            | Oro    |        |        |        |        | Oro    |
| 2016 | Campeonato Europeo                  | Oro    |        | Bronce |        |        |        |